# Utica (Tunesië)
Utica, ook bekend onder de Franse naam Utique was de oudste Fenicische kolonie in Noord-Afrika. Utica lag aan de Middellandse Zee bij de Bagradas-rivier. De afzettingen van deze heden Medjerda geheten stroom zorgden er in de loop der tijd voor dat Utica heden 15 km in het binnenland is gelegen. De ruïnes van Utica bevinden zich 37 km ten noorden van de Tunesische hoofdstad Tunis.

## Fenicische kolonie
Utica werd volgens de overlevering gesticht in de 11e eeuw v.Chr. en was een havenstad aan de Golf van Hammamet, gelegen langs de Bagradas-rivier op een rotskaap aan de Noord-Afrikaanse kust. De Feniciërs stichtten de kolonie langs hun westelijke handelsroute, die tot voorbij de Straat van Gibraltar doorliep. Het lag aan de belangrijke handelsweg tussen Carthago en Hippo Diarrhytus, ook wel Hippo Zarytus, het hedendaagse Bizerte en werd de belangrijkste Fenicische handelsstad in de westelijke Middellandse Zee. De heuvels in het zuidwesten bevatten loodaders met zilver en werden hoogstwaarschijnlijk door de Feniciërs geëxploiteerd. In de 6e eeuw v.Chr. werd Utica overvleugeld door Carthago: de westelijke Fenicische koloniën en handelsposten werden door Carthago overgenomen en de stad stichtte zelf ook veel nieuwe koloniën. Alle Fenicische nederzettingen werden gedwongen hun muren af te breken, behalve Utica. Verder moesten de steden hun leger ontbinden en geld of troepen aan Carthago leveren.

## Onder Carthago
Utica behield tot zeker 540 v.Chr. haar onafhankelijkheid en kwam pas in de 4e eeuw v.Chr. onder Carthaagse controle, maar bleef als Carthaags bondgenoot een grote mate van autonomie houden. In 310 v.Chr. werd Utica ingenomen door Agathocles van Syracuse in de oorlog tussen Carthago en Syracuse. Utica bleef bondgenoot van Carthago in de Eerste Punische Oorlog, maar in de huurlingenopstand van 240 v.Chr.-238 v.Chr. sloot Utica zich net als Hippo Diarrhytus bij de opstandelingen onder leiding van Mathô aan en werden de in de stad aanwezige Carthaagse soldaten vermoord. De Carthaagse generaal Hamilcar Barkas wist het opstandige huurlingenleger in 238 v.Chr. bij Leptis Parva te verslaan. De opstandige steden Utica en Hippo Diarrhytus werden na een korte belegering ingenomen.

## Onder Rome

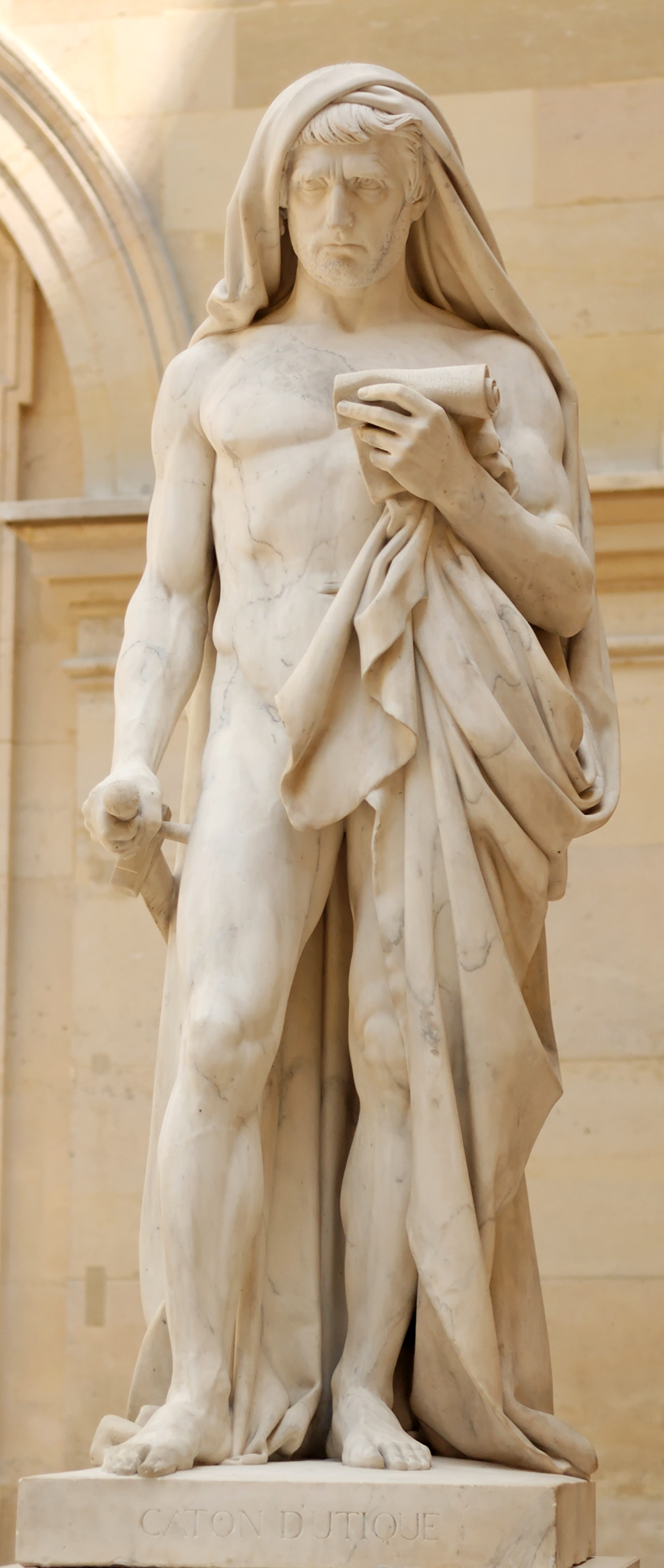
Beeld van Cato de Jongere in het Louvre, Parijs.

Tijdens de Derde Punische Oorlog koos Utica de zijde van de Romeinen. Na de vernietiging van Carthago door Scipio Aemilianus kreeg Utica het gebied van Carthago tot Hippo Regius, het huidige Annaba in Algerije. Utica werd de hoofdstad van de nieuwe Romeinse provincie Africa en groeide uit tot een bloeiende provinciestad met een Romeins garnizoen.
Nadat Julius Caesar de slag bij Thapsus (46 v.Chr.) had gewonnen in de Romeinse burgeroorlog van 49-45 v.Chr. vluchtten de overwonnenen, waaronder Titus Labienus en Metellus Scipio, naar Utica. Hier werden ze door Cato de Jongere geholpen in hun verdere vlucht. Cato zelf bleef in Utica en pleegde zelfmoord. Vanwege zijn verblijf in Utica wordt Cato ook wel aangeduid als Cato Uticensis, wat 'Cato van Utica' betekent. Vanwege haar hulp aan de tegenstanders van Caesar werd Utica een zware boete opgelegd, maar de stad werd niet verwoest.
In 36 v.Chr. werd Utica een municipium, waardoor de bewoners het Romeinse burgerrecht verkregen. Hierdoor kregen de burgers vrijwel dezelfde rechten en plichten als in de Italiaanse steden, op het stemrecht na. Tijdens de regering van keizer Augustus werd Carthago de hoofdstad van Africa, maar Utica bleef nog lange tijd de grootste en belangrijkste stad van Romeins Afrika. In de 2e eeuw werden veel grote bouwwerken aangelegd, waaronder een amfitheater, paardenrenbaan, openluchttheater, overdekt theater, tempel en thermen. Rond 200, onder de in Africa geboren keizer Septimius Severus, werd Utica een colonia met de naam Colonia Iulia Aelia Hadriana Augusta.
Op 24 augustus 258 werden 300 christenen van Utica naar Carthago gebracht, waar ze de keuze kregen Jupiter te eren of in een brandende kalkoven te worden geworpen: de gelovigen bedachten zich geen moment en sprongen in de oven, waar ze verbrandden tot witte as. In het overzicht van de erkende heiligen, het Martyrologium Romanum, worden zij de Massa Candida (witte menigte) genoemd. In Carthago werd later een aan hen opgedragen basilica gebouwd.
Ondanks de verzanding van de haven in de 3e eeuw bleef Utica nog lange tijd een belangrijke stad, ook nadat ze in 439 onder bestuur van het Vandaalse rijk kwam te vallen. Toen de Byzantijnse generaal Belisarius in 533 Carthago veroverde, kwamen de Vandaalse bezittingen in handen van het Byzantijnse Rijk. Rond 700 werd Noord-Afrika veroverd door de Arabieren: de meeste havensteden werden vernietigd, waaronder in 698 ook Utica. De stad werd nooit meer opgebouwd.

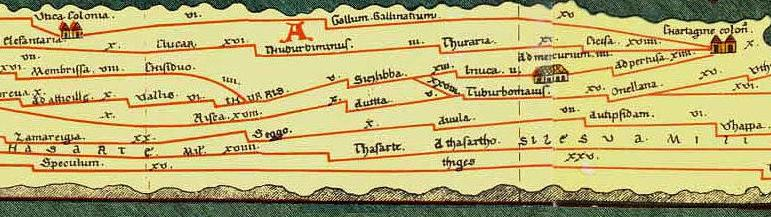
Gedeelte van de Peutingerkaart met linksboven Utica en rechtsboven Carthago.

## Peutingerkaart
De Peutingerkaart (Tabula Peutingeriana) is een 13e-eeuwse kopie van een Romeinse reiskaart van het Romeinse Rijk uit de 3e tot 4e eeuw. Utica staat als Utica Colonia vermeld op de Peutingerkaart ten noorden (links op de Peutingerkaart) van Carthago.

## Opgravingen
De in de loop der eeuwen door de Medjerda afgezette sedimenten hebben ervoor gezorgd dat Utica heden onder een 5 meter dikke modderlaag ligt. De eerste opgravingen vonden plaats in de 19e eeuw en vooral tussen 1948 en 1958 vonden grote opgravingen plaats. Een grote Punische begraafplaats dateert uit de 6e eeuw v.Chr. Het grootste gedeelte van de stad ligt nog steeds begraven onder het zand, of in het geval van de haven en benedenstad, onder water. Utica is eeuwenlang als steengroeve gebruikt, waardoor er niet veel zichtbare resten meer over zijn. Van de verdedigingswerken, theaters, tempels, baden en het forum is weinig meer te zien. Een Romeins huizenblok (insula) is opgegraven. Hierin liggen enkele van de oudste mozaïeken uit Romeins Afrika. Het kleine museum bij Utica heeft een collectie Punische en Romeinse objecten die ter plaatse zijn gevonden, waaronder aardewerk, beeldjes, munten, sieraden, steles, een zeer oude houten Punische koffer en een groot maritiem mozaïek.